# Vrhpeč
Vrhpeč je naselje v Občini Mirna Peč.